# Mikveh Israel
Mikveh Israel (în ebraică: מִקְוֵה יִשְׂרָאֵל‎‎; "Speranța lui Dumnezeu") este prima școală agricolă evreiască din Israel.

## Istoric

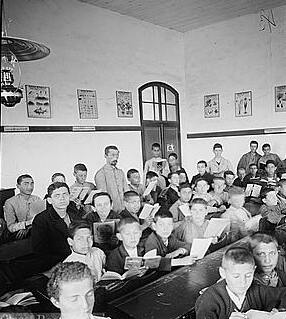
O clasă a școlii Mivkeh Israel în primii ani

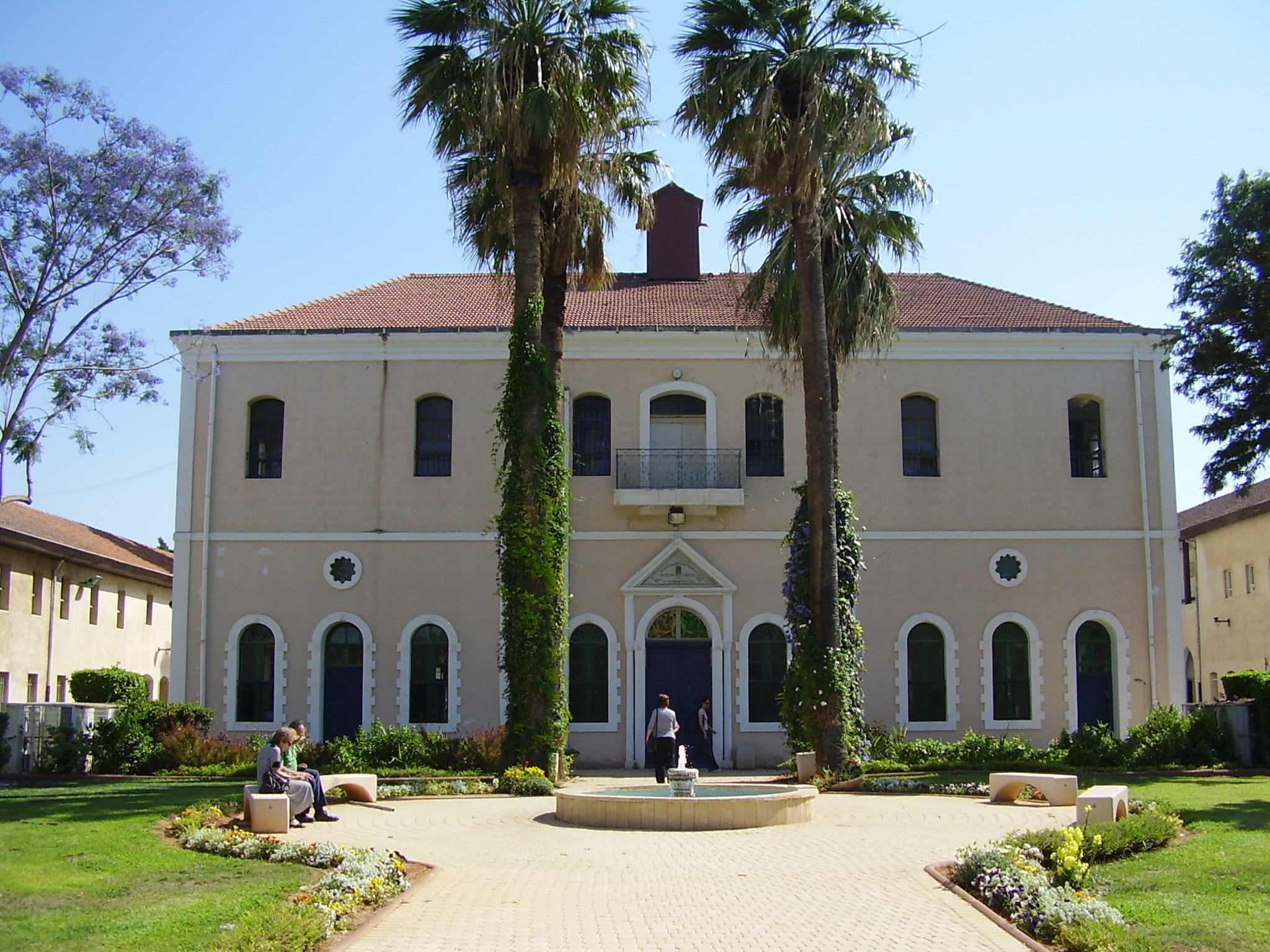

Charles Netter a fondat școala în 1870 pe o fâșie de pământ la sud-est de Tel Aviv, închiriată de la sultanul Imperiului Otoman, care a alocat 750 de acri (3.0 km2) pentru acest proiect. Netter a fost primul director; el a introdus noi metode de predare a agriculturii. Baronul James Armand de Rothschild a contribuit la dezvoltarea și păstrarea școlii.
Numele a fost pus după două pasaje din Cartea lui Ieremia (versetele 14:8 și 17:13). A fost propus de Wolf Grinstein, unul dintre primii studenți, care ulterior a și predat la această școală.
În 1889 Theodor Herzl l-a întâlnit pe împăratul Willhem al II-lea la intrarea școlii „Mikve Israel” pe durata singurei vizite al lui Herzl în Israel.